# Guben (stacja kolejowa)
Guben – stacja kolejowa w Gubinie, w kraju związkowym Brandenburgia, w Niemczech. Została otwarta 1 września 1846. Znajdują się tu 3 perony. Obsługuje również mieszkańców polskiego Gubina (wraz ze stacją Gubin).